# رونینگن
رونینگن (به آلمانی: Rüningen) یک منطقهٔ مسکونی در آلمان است که در براونشوایگ واقع شده‌است. رونینگن ۲٬۹۱۶ نفر جمعیت دارد.